# وستمنستر (الولايات المتحدة)
وستمنستر هي بلدة أمريكية، في الولايات المتحدة، تقع في مقاطعة ووستر، بلغ عدد سكانها 7,277 نسمة، تبلغ مساحتها 37.3 ميل مربع (97 كـم2)، رمزها البريدي هو 01473.

## الموقع
تشترك في الحدود مع:
- Ashburnham, Massachusetts [الإنجليزية]‏.

## أعلام
- صموئيل الكنز
- نيلسون أبليتون مايلز